# 吳美枝
吳美枝（Maygi Ng Mei Chi；1966年9月27日—）原名吳美芝，八十年代香港演員及模特兒。於八十年代中出道，曾於電影《少女日記》及《甜蜜十六歲》担任女主角。亦曾參予其他歌星MV拍攝及廣告而為人留下深刻印象。但隨後迅速退居幕後，從事卡拉OK相關工作及作為藝人經理人。現時從事美容工作。

## 外部連結
- 吳美枝的Facebook專頁
- [www.maygibeauty.com]